# Ferdinand Hompesch-Bollheim
Ferdinand Joseph Hermann Anton Hompesch-Bollheim (ur. 15 stycznia 1843 w Jaroslavicach na Morawach, zm. 27 października 1897 tamże) – ziemianin, poseł do austriackiej Rady Państwa,  działacz społeczny, pionier wikliniarstwa.

## Życiorys

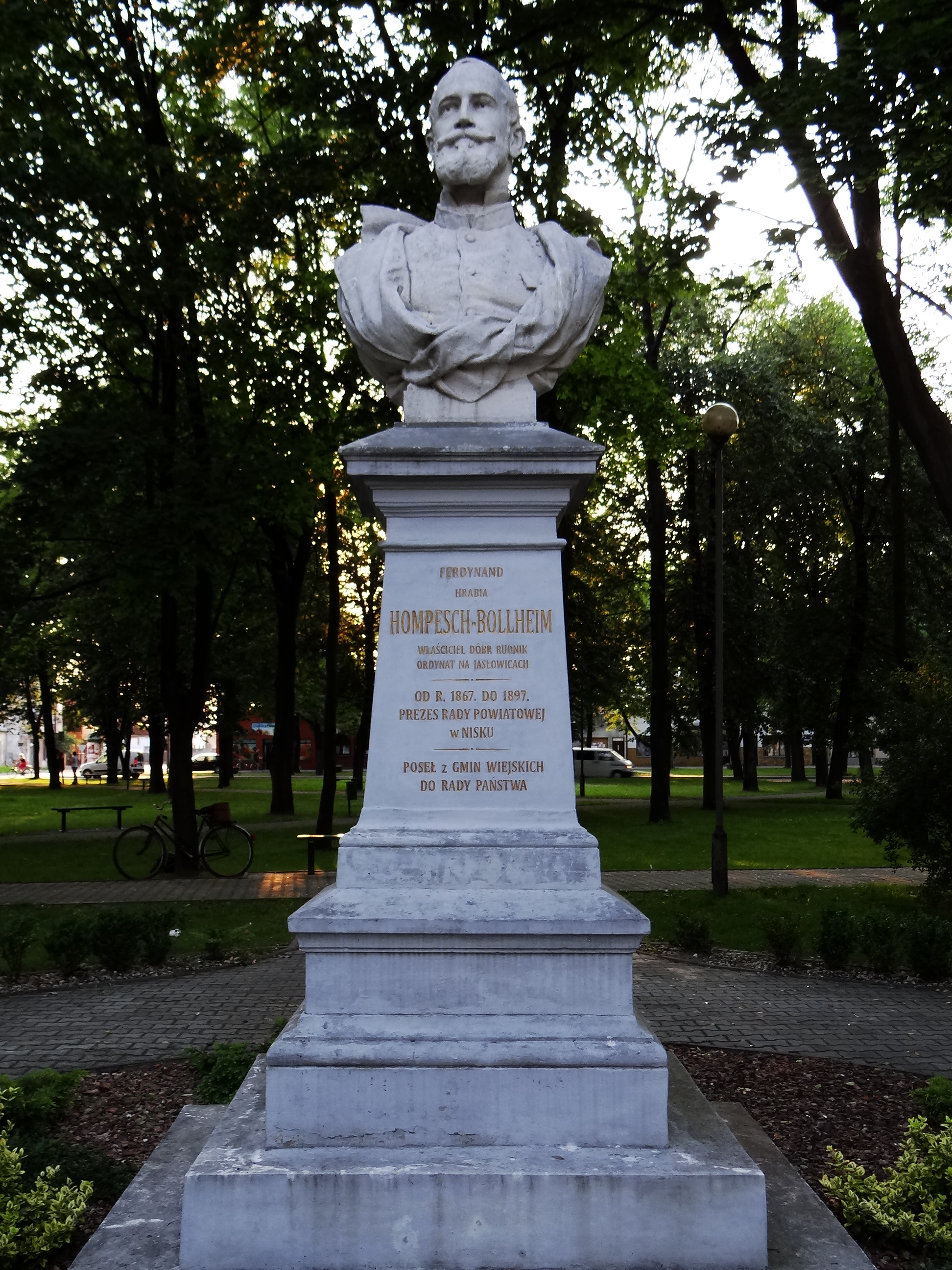
Pomnik Ferdinanda Hompescha w Rudniku

Początkowo wzorem ojca wybrał karierę wojskową. Po ukończeniu szkoły wojskowej od 1859 służył w armii jako podporucznik. W 1863 po odziedziczeniu majątku rodzinnego przeszedł w stopniu porucznika w stan spoczynku. Już jako oficer rezerwy awansował kolejno na kapitana (1879), majora (1887) i podpułkownika (1891).
Ziemianin, był właścicielem klucza dóbr Jaroslavice (niem. Joslowitz) w pow. Znojno na Morawach oraz Rudnika nad Sanem i Łętowni w pow. niskim w Galicji. W swych majątkach prowadził wzorcową gospodarkę, kontynuując w dużej mierze poczynania swego ojca. W lasach wprowadził regulacje wodne i założył liczne stawy rybne, a także wybudował tartak parowy. Był członkiem Rady Powiatowej w Nisku (1871-1897) a w latach 1888–1897 prezesem Wydziału Powiatowego w Nisku. Pełniąc te funkcje przyczynił się do wybudowania drogi bitej z Niska do Leżajska oraz linii kolejowej z Przeworska do Rozwadowa. W pamięci obywateli Rudnika do którego sprowadził m.in. pierwszego lekarza i aptekarza zapisał się jednak przede wszystkim jako "ojciec" tamtejszego wikliniarstwa. Był założycielem a potem hojnym donatorem miejscowej szkoły koszykarskiej (1872). Po wielkim pożarze miasta w 1896 wsparł je finansowo i materialnie.
Poseł do austriackiej Rady Państwa w Wiedniu VII kadencji (22 września 1885 – 23 stycznia 1891), VIII kadencji (13 kwietnia 1891 – 22 stycznia 1897) i IX kadencji (6 kwietnia 1897 – 27 października 1897) wybieranym w kurii IV (gmin wiejskich), w okręgu wyborczym nr 9 (Łańcut-Przeworsk-Leżajsk-Nisko-Ulanów). Po jego  śmierci w wyborach uzupełniających mandat otrzymał Stanisław Stojałowski. W parlamencie należał frakcji konserwatywnej (stańczycy) Koła Polskiego w Wiedniu.

## Rodzina i życie prywatne
Pochodził z austriackiej rodziny arystokratycznej zamieszkującej na Morawach. Syn hr. Wilhelma (1800-1861) i Adolfiny von Spiegel zum Diesenberg (1812-1858). Legitymował się tytułem hrabiego. W 1866 poślubił Sophie księżniczkę Oettingen-Wallerstein (1846-1928), dzieci nie mieli. Został pochowany w Jaroslavicach. Był szwagrem Franza hr. Falkenhayna.

## Odznaczenia i upamiętnienie
W 1891 został odznaczony Orderem Korony Żelaznej III klasy. W 1866 otrzymał godność szambelana.
W 1887 został Honorowym Obywatelem Miasta Leżajska. W Rudniku w 1904 został postawiony pomnik w formie popiersia Ferdinanda Hompescha, autorstwa Juliusza Bełtowskiego.